# Super Série 2007
 (août 2021).
Les normes d'accessibilité du Web doivent être respectées sur les articles liés au hockey sur glace.
Les articles possédant ce bandeau sont listés dans la catégorie:Article hockey sur glace non accessible.
Les points d'amélioration suivants sont les cas les plus fréquents :
- Tableaux de données : utiliser les modèles préformatés déjà disponibles ou consulter l'aide ;
- Listes à puces : les listes à puces sont créées grâces aux astérisques. Il ne doit pas y avoir de ligne vide entre deux astérisques ;
- Langue : tout changement de langue doit être signalé grâce au modèle {{langue}} ou au paramètrelangue=quand le modèle {{Lien web}} est utilisé dans les références ;
- Alternative textuelle : toute image doit être accompagnée d'une description sommaire (à ne pas confondre avec la légende).

Voir aussi Wikipédia:Atelier accessibilité/Bonnes pratiques.
Nota : ce bandeau ne concerne pas les problèmes d'accessibilité dus aux modèles utilisés.
 (août 2021).
Si vous disposez d'ouvrages ou d'articles de référence ou si vous connaissez des sites web de qualité traitant du thème abordé ici, merci de compléter l'article en donnant les références utiles à sa vérifiabilité et en les liant à la section « Notes et références ».
 (mai 2018).
 (mai 2018).

La Super Série 2007 de hockey sur glace est une série de matchs amicaux rendant hommage aux 35 ans d'histoire de la Série du siècle. Les joueurs, âgés de 19 ans ou moins, pouvaient participer à cette série.

## Déroulement général
Le Canada est opposé à la Russie, représentant l'URSS, au cours de huit matches.

### Programme
| Date          | Heure locale | UTC   | Lieu                            | Score             |
| ------------- | ------------ | ----- | ------------------------------- | ----------------- |
| 27 août       | 19:00        | 13:00 | Oufa Arena, Oufa                | Canada 4-2 Russie |
| 29 août       | 19:00        | 13:00 | Oufa Arena, Oufa                | Canada 3-0 Russie |
| 31 août       | 19:00        | 12:00 | Omsk Arena, Omsk                | Canada 6-2 Russie |
| 1er septembre | 17:00        | 10:00 | Omsk Arena, Omsk                | Canada 4-2 Russie |
| 4 septembre   | 19:00        | 00:00 | MTS Centre, Winnipeg            | Canada 8-1 Russie |
| 5 septembre   | 19:00        | 00:00 | Credit Union Centre, Saskatoon  | Canada 4-1 Russie |
| 7 septembre   | 20:00        | 02:00 | Enmax Centrium, Red Deer        | Canada 4-4 Russie |
| 9 septembre   | 17:00        | 00:00 | General Motors Place, Vancouver | Canada 6-1 Russie |

## Premier Match
Première période

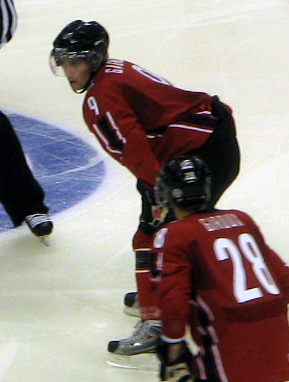
Sam Gagner avec l'équipe du Canada à la Super Série 2007.

Dès les premières minutes de jeux, le Canada donne un avantage numérique à la Russie qui ne peut en profiter. Vers la mi-période, Ilia Kabloukov échappe la rondelle en zone du Canada, mais la reprend immédiatement pour effectuer un tir voilé qui vient à bout de Steve Mason. Un peu plus tard, le Canada commence à jouer avec intensité, mais Sam Gagner écope d'une pénalité. Les Russes marquent grâce à un tir anodin de  Aleksandr Riabev, tir que Steve Mason aurait aimé revoir. Aux alentours des 5 dernières minutes de la période, le Canada se voit accorder un avantage numérique, mais n'en profite pas. Juste après l'avantage, Brandon Sutter monte la rondelle en zone adverse avant de la refiler à Stefan Leigen qui marque sur un lancer frappé. Et puis, 41 secondes plus tard, Kyle Turris reçoit un tir de pénalité, ce qui pourrait égaliser la marque. Après une belle feinte, Turris loge la rondelle entre les jambières de gardien russe qui n'y voit que du feu. C'est 2-2 à la fin de la période.
Deuxième période
Étant sur une excellent lancée, le Canada bourdonne en zone offensive et Sam Gagner effectue un feinte avant de donner le disque à Brad Marchand qui marque le troisième but du Canada. Le Canada est très intense par la suite et écope de plusieurs pénalités. Malheureusement pour ceux-ci, la formation russe ne peut profiter d'aucun des huit avantages numériques qui leur sont accordés. Il faut toutefois mentionner le travail notable du gardien Canadien Steve Mason lors de cette période. Vers la fin de la période, la Russie donne un avantage numérique au Canada qui en profite. Sam Gagner sort avec la rondelle de derrière le filet avant de trompé la vigilance du gardien Semion Varlamov en le battant entre les jambières. Encore une fois, le Canada marque tard en fin de période.
Troisième période
Un début de période plutôt tranquille ce qui fait l'affaire du Canada qui mène par 2 buts. Après de bonnes mises en échec et de coups légales, le Canada retombe dans l'indiscipline. Il offre une chance de 5 contre 3 aux Russes qui tentent par tous les moyens de déjouer le gardien Steve Mason. Bref le Canada l'emporte grâce à une victoire de 4-2. Notons les excellentes prestations de Sam Gagner et Brad Marchand qui ont chacun accumulé 1 but et une passe. Karl Alzner se voit offrir un chapeau de poil, signifiant le titre de joueur du match.

## Deuxième Match
Première période
Le Canada a exercé un bon échec avant tout au long du début de la première période. Malheureusement, encore une fois, l'intensité du Canada s'était transformée en pénalités. Toutefois, les Russes n'ont pas pu en profiter. C'est à la mi-période que Brandon Sutter exerce une solide mise en échec à Alekseï Tcherepanov. Une mise en échec qui donne le ton au match. La Russie donne un avantage numérique au Canada qui en profite. Kyle Turris et David Perron s'échange très bien le disque jusqu'à ce que Perron effectue une brillante feinte avant de remettre la rondelle à Turris qui, à son tour, déjoue le gardien russe. John Tavares obtient aussi une aide sur le but. La Russie retombe dans l'indiscipline en fin de période. Igor Zoubov prend une pénalité. La Canada bourdonne en zone offensive et Sam Gagner obtient un excellent tir qui ne peut toutefois déjouer la vigilance du gardien de la Russie. À la fin de la période, le Canada mène au chapitre des tirs au but avec 11 contre seulement 4.
Deuxième période
Le Canada poursuit sur sa lancée. Encore en avantage numérique, le Canada se fait très menaçant. Par contre, il ne peut marquer même si Milan Lucic et Claude Giroux ont raté des filets déserts coup sur coup. Le jeu se calme et, comme en première période, Brandon Sutter revient avec une mise en échec dévastatrice sur Maksim Tchoudinov qui est ébranlé sur le jeu. Toutefois, on assiste ensuite au réveil des Russes qui tirent à maintes occasions sur Jonathan Bernier qui réagit bien. Puis, les Russes reviennent avec leur mauvaise habitude de donner des buts en fin de période. Stefan Leigen marque son deuxième but de la série avec un tir du poignet dans la partie supérieure. Il faut donné crédit à Brandon Sutter, encore lui, qui avait exécuté un bon échec avant pour ensuite remettre la rondelle à Leigen.
Troisième période
Pour une autre fois en avantage numérique, le Canada menace. Le trio formé de Kyle Turris, David Perron et John Tavares fait des ravages mais ne peut concrétiser. La frustration se fait sentir ensuite chez les Russes et plusieurs mêlés éclatent devant le filet. D'ailleurs Brad Marchand écope d'un dix minutes d'inconduite. Quelques minutes plus tard, Tcherepanov s'approprie la zone privilégiée mais au moment où il décide d'opter pour un tir, Stefan Leigen le frappe à la tête. Or, Koulikov est aussi pénalisé sur le jeu ce qui annule l'avantage numérique, toujours déficient, des Russes. Puis, en fin de période, David Perron monte la rondelle, passe la rondelle entre les patins du défenseur soviétique avant de déjoué le gardien russe, le tout de dos au filet adverse. Quel but! Donc, la marque finale est de 3-0 en faveur du Canada. On note encore une fois une mauvaise prestation des Russes en avantage numérique, qui sont 0 en 6 aujourd'hui et 1 en 18 dans la série. Le prochain match aura lieu à Omsk.

## Effectifs

### Canada
Entraîneur en chef : Brent Sutter

Entraîneur assistant : Benoît Groulx, Peter DeBoer
| Gardiens de but | Gardiens de but | Gardiens de but  | Gardiens de but | Gardiens de but       | Gardiens de but |
| --------------- | --------------- | ---------------- | --------------- | --------------------- | --------------- |
| #               |                 | Joueur           | Attrape         | Équipe 2006-2007      |                 |
| 1               |                 | Jonathan Bernier | L               | Maineiacs de Lewiston |                 |
| 30              |                 | Steve Mason      | D               | Knights de London     |                 |
| 31              |                 | Leland Irving    | G               | Silvertips d'Everett  |                 |

| Défenseurs | Défenseurs | Défenseurs     | Défenseurs | Défenseurs                     | Défenseurs |
| ---------- | ---------- | -------------- | ---------- | ------------------------------ | ---------- |
| #          |            | Joueur         | Lance      | Équipe 2006-2007               |            |
| 2          |            | Josh Godfrey   | D          | Greyhounds de Sault Ste. Marie |            |
| 3          |            | Logan Pyett    | D          | Pats de Regina                 |            |
| 4          |            | Thomas Hickey  | G          | Thunderbirds de Seattle        |            |
| 5          |            | Keaton Ellerby | G          | Blazers de Kamloops            |            |
| 6          |            | Ty Wishart     | G          | Cougars de Prince George       |            |
| 8          |            | Drew Doughty   | D          | Storm de Guelph                |            |
| 15         |            | Luke Schenn    | D          | Rockets de Kelowna             |            |
| 27         |            | Karl Alzner– A | G          | Hitmen de Calgary              |            |

| Attaquants | Attaquants | Attaquants        | Attaquants | Attaquants               | Attaquants |
| ---------- | ---------- | ----------------- | ---------- | ------------------------ | ---------- |
| #          |            | Joueur            | Shoots     | Équipe 2006-2007         |            |
| 9          |            | Sam Gagner– A     | D          | Knights de London        |            |
| 10         |            | Zach Hamill       | D          | Silvertips d'Everett     |            |
| 11         |            | Zachary Boychuk   | G          | Hurricanes de Lethbridge |            |
| 12         |            | Brandon Sutter– A | D          | Rebels de Red Deer       |            |
| 14         |            | Dana Tyrell       | G          | Cougars de Prince George |            |
| 16         |            | David Perron      | D          | Maineiacs de Lewiston    |            |
| 17         |            | Brad Marchand     | G          | Foreurs de Val-d'Or      |            |
| 18         |            | Colton Gillies    | G          | Blades de Saskatoon      |            |
| 19         |            | Kyle Turris       | D          | Express de Burnaby       |            |
| 20         |            | John Tavares      | G          | Generals d'Oshawa        |            |
| 21         |            | Stefan Legein     | D          | IceDogs de Niagara       |            |
| 22         |            | Milan Lucic – C   | G          | Giants de Vancouver      |            |
| 25         |            | Cory Emmerton     | G          | Frontenacs de Kingston   |            |
| 28         |            | Claude Giroux     | D          | Olympiques de Gatineau   |            |

### Russie
Entraîneur : Sergueï Nemtchinov

Entraîneur adjoint : Vladimir Popov, Iouri Leonov
| Gardiens de but | Gardiens de but | Gardiens de but   | Gardiens de but | Gardiens de but          | Gardiens de but |
| --------------- | --------------- | ----------------- | --------------- | ------------------------ | --------------- |
| #               |                 | Joueurs           | Attrape         | Équipe 2006-2007         |                 |
| 1               |                 | Semion Varlamov   | G               | Lokomotiv Iaroslavl      |                 |
| 31              |                 | Vadim Jelobniouk  | G               | HK Dinamo Moscou         |                 |
| 35              |                 | Sergueï Bobrovski | G               | Metallourg Novokouznetsk |                 |

| Défenseurs | Défenseurs | Défenseurs            | Défenseurs | Défenseurs               | Défenseurs |
| ---------- | ---------- | --------------------- | ---------- | ------------------------ | ---------- |
| #          |            | Joueur                | Lance      | Équipe 2006-2007         |            |
| 2          |            | Pavel Doronine        | G          | Salavat Ioulaïev Oufa    |            |
| 3          |            | Alekseï Grichine      | D          | Vitiaz Tchekhov          |            |
| 4          |            | Igor Zoubov           | D          | Lokomotiv Iaroslavl      |            |
| 5          |            | Valeri Joukov         | G          | Torpedo Nijni Novgorod   |            |
| 20         |            | Konstantin Alekseïev  | D          | Sibir Novossibirsk       |            |
| 23         |            | Iouri Aleksandrov – C | G          | Severstal Tcherepovets   |            |
| 27         |            | Maksim Tchoudinov     | D          | Severstal Tcherepovets   |            |
| 29         |            | Ivan Vichnevski       | G          | Huskies de Rouyn-Noranda |            |
| 30         |            | Viatcheslav Voïnov    | G          | Traktor Tcheliabinsk     |            |

| Attaquants | Attaquants | Attaquants               | Attaquants | Attaquants              | Attaquants |
| ---------- | ---------- | ------------------------ | ---------- | ----------------------- | ---------- |
| #          |            | Joueur                   | Lance      | Équipe 2006-2007        |            |
| 7          |            | Alekseï Tcherepanov      | G          | Avangard Omsk           |            |
| 8          |            | Konstantin Koulikov      |            | Neftekhimik Nijnekamsk  |            |
| 10         |            | Ievgueni Bodrov          | G          | HC Lada Togliatti       |            |
| 12         |            | Artiom Anissimov         | G          | Lokomotiv Iaroslavl     |            |
| 14         |            | Aleksandr Riabev         | G          | Lokomotiv Iaroslavl     |            |
| 15         |            | Maksim Mamine            | G          | Metallourg Magnitogorsk |            |
| 16         |            | Maksim Maïorov           | G          | AK Bars Kazan           |            |
| 17         |            | Viatcheslav Solodoukhine | G          | SKA Saint-Pétersbourg   |            |
| 18         |            | Sergueï Zatchoupeïko     | G          | Salavat Ioulaïev Oufa   |            |
| 19         |            | Iegor Averine            | G          | Avangard Omsk           |            |
| 22         |            | Ilia Kabloukov           | G          | HK CSKA Moscou          |            |
| 24         |            | Aleksandr Vassiounov     | D          | Lokomotiv Iaroslavl     |            |
| 25         |            | Nikita Filatov           | D          | HK CSKA Moscou          |            |
| 26         |            | Ievgueni Dadonov         | G          | Traktor Tcheliabinsk    |            |
| 28         |            | Anton Glovatski          | G          | Metallourg Magnitogorsk |            |

| Ajoutés en raison des blessures pour les matchs 5 à 8 | Ajoutés en raison des blessures pour les matchs 5 à 8 | Ajoutés en raison des blessures pour les matchs 5 à 8 | Ajoutés en raison des blessures pour les matchs 5 à 8 | Ajoutés en raison des blessures pour les matchs 5 à 8 | Ajoutés en raison des blessures pour les matchs 5 à 8 |
| ----------------------------------------------------- | ----------------------------------------------------- | ----------------------------------------------------- | ----------------------------------------------------- | ----------------------------------------------------- | ----------------------------------------------------- |
| #                                                     |                                                       | Joueur                                                | Lance                                                 | Équipe 2006-2007                                      |                                                       |
| 6                                                     |                                                       | Kirill Touloupov (D)                                  | D                                                     | Saguenéens de Chicoutimi                              |                                                       |
| 34                                                    |                                                       | Rouslan Bachkirov (A)                                 | G                                                     | Remparts de Québec                                    |                                                       |
| 37                                                    |                                                       | Viktor Tikhonov (A)                                   | D                                                     | Severstal Tcherepovets                                |                                                       |